# Uruachic
Uruachic là một đô thị thuộc bang Chihuahua, México. Năm 2005, dân số của đô thị này là 7934 người.